# گوشه‌گیر دم‌دراز
گوشه‌گیر دم‌دراز (نام علمی: Phaethornis superciliosus) نام یک گونه از سرده گوشه‌گیرمرغ‌ها است.